# دار القاضي (حوش الباشوات)
يقع مبنى دار القاضي في أحد أهم شوارع المدينة القديمة وأشهر محاور الحركة الهامة بها وهو شارع جامع الدروج حيث يوجد به أكثر من مبنى هام من مساجد ومساكن ومرافق عامة مثل «حوش القرمانلي -حوش محسن – كتّاب وجامع حورية – جامع الدروج»  وتعد هذه  المنطقة  «الأربع عرصات وشارع جامع الدروج وقوس الصرارعي وقوس المفتي»، من المناطق التي تحمل خصائص معينة، فهي  تمثل المنقطة الأرستقراطية بالمدينة.  وبالتالي فإن الدار والبيوت التي تقع في هذه المنطقة تميزت بالفخامة والإتساع مقارنة بغيرها من البيوت الموجودة بالمدينة.
وبوصف الدار وكونها واقعة بمنطقة سكن ذوي المناصب والنفوذ السياسي والاجتماعي، فكانت الدار محط اهتمام الجميع  على مر السنوات وحتى وقتنا الحاضر. وتقع الدار على أرض واسعة تبلغ مساحتها الكلية 964 متر مربع، بينما مساحة المبنى الرئيسية 786 متر مربع، مقسمة إلى جزئين المبنى الرئيسي ومساحته 680 متر مربع، اما المساحة المتبقية فهي للمبنى الملاصق اللمبنى الرئيسي وبمساحة تقدر ب 178 متر مربع كانت بيتا للخدم.

## استعمالات الدار
ويرجح أن أول استعمال لمبنى «دار القاضي» كان بيتا للضيافة أو مايعرف «بحوش الباشوات» من كبار رجال الدولة العثمانية أو زوارها من خارج المدينة  وأصحاب المقام العالي من الدول الصديقة إضافة إلى رجالات الدولة الوافدين إلى مدينة طرابلس من الأقاليم الأخرى وجلهم بالطبع من الطبقة الأرستقراطية، ويتضح هذا الأمر ويبدو جليا  من خلال نمط المعمار الموجود بالدار والترف في معمارها الغير موجود بالبيوت الأخرى التي شيدت في نفس الفترة.  كما أن للدار استعمالات أخرى على مر السنوات ومنها أن الدار استخدمت كمعتقل للرهائن، فعند الانتفاضات التي كانت تحدث بالمناطق الداخلية كان يجلب الرهائن من تلك المناطق ويودعون بالدار، ولا يعبر عن كونها سجنا بل هي أقرب إلى مقر إقامة جبرية لهؤلاء الرهائن الذين يمثلون زعامات تلك المناطق.
أما في العهد الإيطالي والذي استخدمت فيه مباني المدينة القديمة كمباني عامة خاصة بالدوائر الحكومية فاستغل المبنى  كمقر للمباحث العامة  الإيطالية، في حين أن بعض الروايات تشير أن المبنى استعمل فقط كمحكمة شرعية وهو ماينفي رواية استعمالها مقرا للمباحث العامة الإيطالية، والذي يؤكد هذا الرواية تسمية الدار نفسها فتسميتها بدار القاضي التي انتشرت بين سكان المدينة وعرفت بهذا الاسم  تشير أن الدار فعلا كانت مقرا للمحكمة الشرعية، وللدار وملحقاتها استعمالات عدة كما ورد في بعض الروايات إلا انها جميعا لم تثبت أما في آخر الأمر فقد استعملت الدار في سبعينيات القرن الماضي كدار لمحو الأمية تشغلها السيدة «خدوجة الشلي»، وحاليا يسكن بمبنى الدار بعض الأسر من الدول العربية.

## الوصف المعماري للمبنى

### أولا: الواجهة
تحتوي واجهة المبنى الرئيسية على عدد كبير من الفتحات «نوافذ وأبواب» وتفوق نسبتها 60 % من المساحة الإجمالية للواجهة، تحيطها الحليات المعمارية البارزة، وكذلك العناصر الزخرفية سواء كانت معدنية أو حجرية. وأتى بالواجهة سبع نوافذ بالدور الأول محاطة بالحجر المالطي وبأعلاها حلية معمارية من الحجر المالطي، كذلك توجد نافذتان بالدور الأرضي محاطة بإطار من الحجر المالطي  بالإضافة إلى شرفة تقع اعلى الباب الرئيسي للمبنى ذات مشغولات معدنية، في حين أن الواجهة الخلفية للمبنى تحتوي على نافذتان تطلان على زنقة بن موسى، احاهما بالدور الأرضي والأخرى تعلوها وتقع بالدور الأول.

### ثانيا: مداخل المبنى
نظرا لكبر مساحة الأرض المقام عليها المبنى فهو يحتوي على  ثلاثة مداخل متنوعة، فالمدخل الأول والذي يحمل الرقم 46، له باب خشبي كبير الحجم والارتفاع بحيث يبلغ ارتفاعه أربعة أمتار وعرضه حوالي3.20 متر. يعلوه عقد نصف دائري مشبك بزخارف من المشغولات المعدنية  كما توجد أيضا هذه الزخارف بالجزء العلوي من الباب.
أما المدخل الثاي فهو المدخل الرئيسي للمبنى ويحمل الرقم 42، ويعلو المدخل عقد حدوة الفرس مزين بمجموعة من الوريدات الوريدات المنحوتة بأعلى العقد ويتوسطها عنصر الهلال المنحوت. والمدخل بأكمله بما فيه الإطار الذي يحيط بالباب من الحجر المالطي المتراص الملون بلون بني. 
المدخل الثالث  والذي يحمل الرقم 38 ويؤدي إلى  «حوش الخدم» وهومتوسط الحجم ذو عقد نصف دائري يتوسطه مفتاح العقد وصنجات العقد وكتفي المدخل من الحجر المالطي. 

### ثالثا: المبنى الرئيسي
شيد المبنى من طابقين الطابق الأرضي والطابق الأول، ولو تكلمنا عن تفصيلة الطابقين ومحتوياتهما  فإن الطابق الأرضي يحتوي على فناء واسع مربع الشكل  تبلغ مساحته 74 مترا مربعا، ويوجد بالطابق به أربع حجرات إحدى هذه الحجرات دار قبو. وحجرتا دورة مياه، ويتم الوصول إلى الطابق الأول عبر سلّم يقع بمنتصف الجهة المقابلة لمدخل المبنى، يتكون هذا السلّم من عشر درجات رخامية على جانبها ساندان بارزان بهما نقوش زخرفية وهما من الحجر المالطي. أما  الطابق الأول فيتكون من ثلاثة أروقة تحتوي كل منها على حجرات مختلفة يصل عددها إلى عشرة حجرات موزعة على الأروقة وتصلها ببعضها بالإضافة إلى مطبخ به مدخنة كبيرة فيما استعملت إحدى الحجرات الصغيرات هي الأخرى كمطبخ بالإضافة إلى حجرة دورة مياه.

## التغيرات التي طرأت على المبنى
لقد مر المبنى بعهود مختلفة واستعمالات عدة استوجبت تغير المعالم فيه، إلا أنها لم تكن تغييرات جذرية حيث كانت أغلب التغييرات تتعلق بسد منافذ وفتح منافذ أخرى به، وبالتالي يمكن ملاحظتها بسهولة، فيما عدا حوش الخدم والذي أجريت عليه تحويرات كبيرة.